# Netdating
Netdating – også kaldet internetdating eller onlinedating – er et begreb for aktiviteter, som en person bruger for at finde venner, kærester, elskere eller andre former for partnere ved hjælp af internettet. Netdating er et "stævnemøde" på nettet, som foregår ved, at man chatter med hinanden. Det vil sige, at der føres en skriftlig samtale på nettet. Forud for en samtale på nettet er der som oftest sket en udvælgelse af personer baseret på demografiske forhold såsom køn, alder og geografi.

## Onlinedatingsider og matchmakingportaler
Inden for online datingbranchen er det normalt, at brugerne orienterer sig forskelligt afhængigt af alder, intentioner og søgningens muligheder. I modsætning til matchmakingsites som Parship eller be2.dk er det på datingsites med kontaktannoncer som Match.com eller Dating.dk den uforpligtende flirt, der står i forgrunden. Søgningen foregår mest efter kriterier som alder, bopæl og andre valgfrie parametre, og gennemsnitsalderen ligger betydeligt lavere end på matchmakingportalerne. Når det drejer sig om partnerformidlingerne, kan man ikke søge helt frit, derimod foreslås man for det meste kontakter på basis af en psykologisk test og interne algoritmer. Partnerbørser ligger endvidere på et lidt højere prisniveau.

## Marked
Der findes adskillige udbydere på markedet. Der er store internationale udbydere, nationale udbydere såvel som regionale og specialiserede udbydere. Ifølge Danmarks Statistik besøgte ca. 300.000 personer i 2011 onlinedatingsites. I henhold til undersøgelser fra 2013 logger ca. 400.000 danskere sig på de danske onlinedatingportaler, og yderligere 260.000 benytter sig af sites til casual dating (sidespring, swinger, fetich). Omsætningen for de danske onlinedatingportaler siges at have ligget på 97,5 mio. kr. i 2012 og steg sammenlignet med 2011 ca. 8 %. For 2013 ventes der en yderligere stigning på 10 %.

## Kritik og bedrag
Brugerens autenticitet (angivelse af alder) kontrolleres af udbyderne på forskellige måder. Denne kontrol skal også forhindre, at en person tilmelder sig flere gange med samme eller forskellige profiler. Det er dog umuligt at sikre fuldstændigt, at alle de tilmeldte brugere rent faktisk er singler på udkik efter en partner. Det er heller ikke muligt at trække en helt synlig grænse mellem partnersøgning og sidespringsformidling, selv om udbyderne udadtil gør rede for deres fokusområde.
I flere lande findes der problemer med såkaldt "Romance Scam", som er en form for bedrag, hvor afrikanere udgiver sig for forretningsmænd på datingsites, sender kærlighedserklæringer til ældre kvinder for til sidst - under påskud af at være i en nødsituation - beder om penge. De økonomiske konsekvenser af denne slags snyd skønnes at beløbe sig til mere end 100 mio. euro. Alene FBI modtog i 2011 officielle skadesanmeldelser fra amerikanske borgere for over 50 mio. dollars.
Der findes også dating-sites, som misbruger de personlige datingprofiler.